# خوان مانوئل پنیا
خوان مانوئل پنیا (اسپانیایی: Juan Manuel Peña‎؛ زادهٔ ۱۷ ژانویهٔ ۱۹۷۳) بازیکن فوتبال اهل بولیوی بود.
از باشگاه‌هایی که در آن بازی کرده‌است می‌توان به باشگاه فوتبال دی‌سی یونایتد، باشگاه فوتبال سلتاویگو، باشگاه فوتبال سانتا فه، باشگاه فوتبال ویارئال، باشگاه فوتبال بلومینگ، و باشگاه فوتبال رئال وایادولید اشاره کرد.
وی همچنین در تیم ملی فوتبال بولیوی بازی کرده‌است.